# Thác nước ven biển

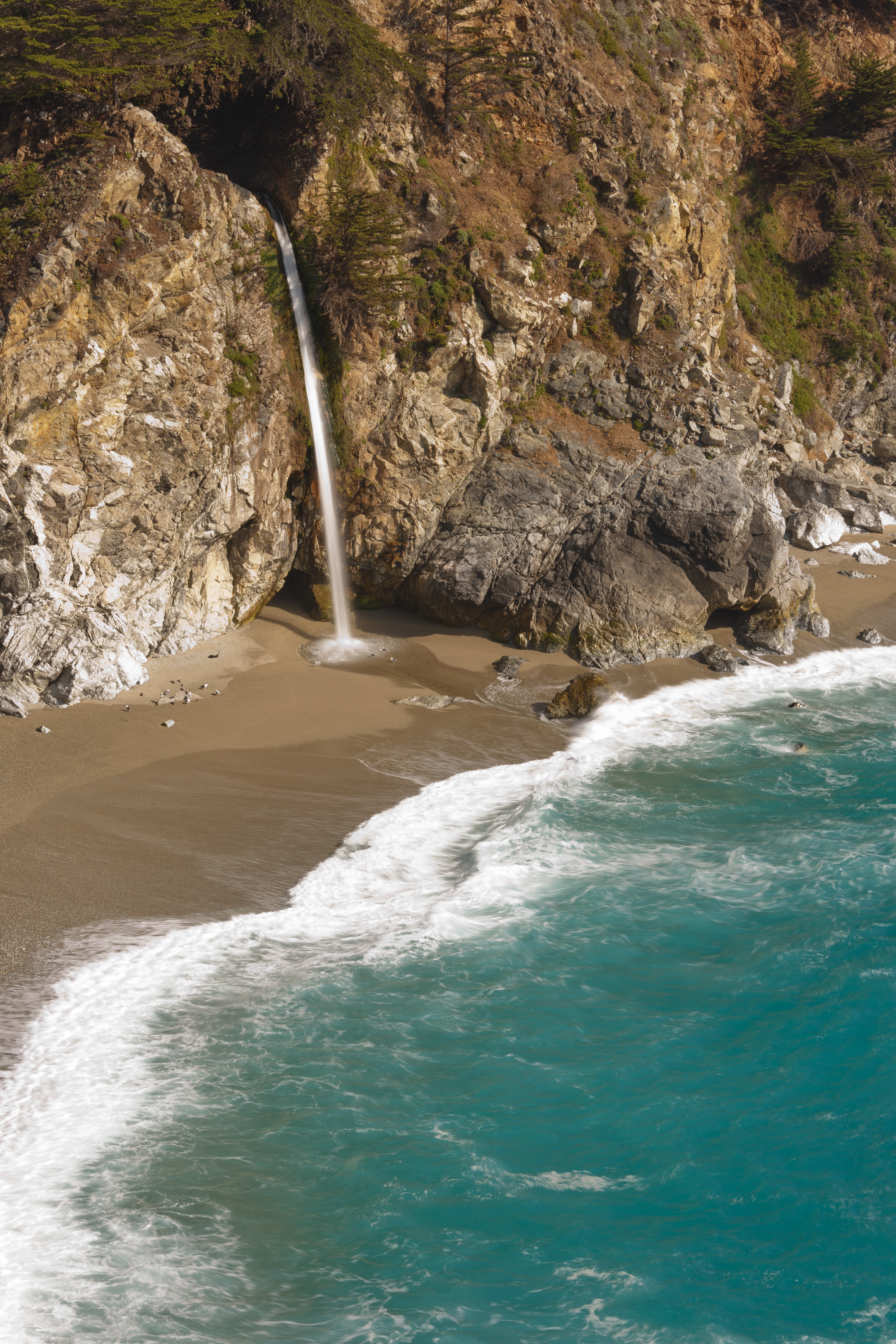
Thác McWay ở Công viên bang Julia Pfeiffer Burns, Big Sur, California

Thác nước ven biển là một thác nước đổ thẳng xuống biển. Một cái tên phổ biến khác cho tính năng này là thác thủy triều.

## Thác nước ven biển đáng chú ý
Thác nước ven biển bao gồm:
- Thác Bay Thác, Hồng Kông
- Thác Bowen, Milford Sound, New Zealand
- Thác McWay, Công viên bang Julia Pfeiffer Burns, California
- Thác Alamere, Bờ biển quốc gia Point Reyes, California